# Agnieszka Borowska
Agnieszka Katarzyna Borowska (ur. 21 października 1991 w Sztumie) – polska lekkoatletka specjalizująca się w wielobojach, a także bobsleistka.

## Życiorys
W 2010 ukończyła Liceum Ogólnokształcące w Sztumie i reprezentowała Polskę na mistrzostwach świata juniorów w Moncton, zajmując w siedmioboju piętnastą lokatę. 
Wielokrotna medalistka mistrzostw Polski seniorów, wywalczyła m.in. złote medale w siedmioboju (2013 i 2014) oraz w pięcioboju w hali w 2013 i 2014. Zdobywała także medale juniorskich mistrzostw Polski oraz mistrzostw kraju młodzieżowców (w różnych konkurencjach). Ma na koncie medale z ogólnopolskiej olimpiady młodzieży oraz halowych mistrzostw Polski juniorów i juniorów młodszych.
Rekordy życiowe: pięciobój (hala) – 4368 pkt. (7 lutego 2015, Tallinn); siedmiobój (stadion) – 5711 pkt. (31 sierpnia 2014, Woerden); skok wzwyż (hala) – 1,87 (2 lutego 2013, Spała i 7 lutego 2015, Tallinn); skok wzwyż (stadion) – 1,87 (2 maja 2013, Florencja i 30 sierpnia 2014, Woerden).
Uprawiała także bobsleje. W październiku 2015 w łotewskiej Siguldzie po raz pierwszy uczestniczyła w obozie treningowym polskiej reprezentacji w tej dyscyplinie sportu. W jego trakcie, 24 października, podczas jej siódmego w karierze zjazdu bobslejem, dwuosobowy bobslej, w którym pełniła rolę rozpychającej, przewrócił się na ostatnim zakręcie toru, a Agnieszka Borowska doznała złamania kręgosłupa. Od tego czasu porusza się na wózku inwalidzkim.
Została pracownikiem biurowym stadionu miejskiego w Sztumskim Centrum Kultury. W wyborach w 2018 z listy Razem dla Powiśla uzyskała mandat radnej miasta i gminy Sztum. Na paralekkoatletycznych mistrzostwach Polski w 2019 zdobyła brązowy medal w rzucie oszczepem, a w 2020 srebrny medal w pchnięciu kulą. Zrezygnowała następnie z uprawiania sportu, nadal współpracując z klubem Zantyr Sztum. W wyborach w 2024 uzyskała reelekcję do rady miejsko-gminnej.
Ma syna Leona (ur. 2022).

## Osiągnięcia
| Rok  | Impreza                                | Miejsce    | Konkurencja | Lokata      | Wynik     |
| ---- | -------------------------------------- | ---------- | ----------- | ----------- | --------- |
| 2010 | Mistrzostwa świata juniorów            | Moncton    | siedmiobój  | 15. miejsce | 5078 pkt. |
| 2013 | Młodzieżowe mistrzostwa Europy         | Tampere    | skok wzwyż  | 11. miejsce | 1,80 cm   |
| 2014 | Superliga pucharu Europy w wielobojach | Toruń      | siedmiobój  | 16. miejsce | 5387 pkt. |
| 2015 | I liga pucharu Europy w wielobojach    | Inowrocław | siedmiobój  | 10. miejsce | 5419 pkt. |